# Wordfast
Wordfast ist ein Hilfsprogramm für das Anfertigen von Übersetzungen (CAT).
Das Bedienungskonzept in der Programmversion Wordfast Classic unterscheidet sich von den Konkurrenzprodukten (SDL Trados, Déjà Vu, MemoQ) dadurch, dass es als Makro-Sammlung für Microsoft Word konzipiert ist und keine eigene Programmoberfläche benötigt. Es kann daher auch direkt in anderen Anwendungsprogrammen benutzt werden, die Word als Editor zulassen, z. B. in Microsoft Outlook. Dabei können die gewohnten Formatierungsfunktionen und Tastaturkombinationen dieser Programme weiterhin benutzt werden.
Entwickler des Programms ist der Franzose Yves Champollion, der nach eigener Aussage ein Nachfahre von Jean-François Champollion ist.

## Funktionsweise
Die Unterstützung des Übersetzers besteht darin, dass angefertigte Übersetzungen segmentweise (ein Segment ist in der Regel ein Satz) in einer Datenbank gespeichert werden und dass bei ähnlichen Übersetzungen in der Zukunft die neuen Formulierungen mit den abgelegten Einträgen abgeglichen werden. Das Programm ermittelt den Grad der Übereinstimmung und schlägt je nach den Voreinstellungen des Benutzers gleiche oder ähnliche Formulierungen zur Übernahme in die neue Übersetzung vor. Dieser Programmtyp wird daher auch als Translation Memory (dt.: Übersetzungsspeicher) bezeichnet.
In diesen Ablauf können ferner Wortlisten, Glossare oder Terminologiedatenbanken eingebunden und durchsucht werden. 

## Lizenz
Für Übersetzer in Entwicklungsländern wird ein Rabatt von 50 % gewährt.
Technische Hilfestellung wird nur im ersten Jahr der Lizenzierung per E-Mail angeboten. Weitere Unterstützung erhält der Nutzer über mehrere Yahoo!-Diskussionsgruppen (Hauptliste auf Englisch, weitere Listen auf Deutsch, Französisch, Spanisch, Finnisch usw.).

## Wordfast Pro
Neben Wordfast Classic gibt es eine von Word unabhängige, eigenständige Programmversion Wordfast Pro, die auf der Programmiersprache Java beruht und daher neben OmegaT, Swordfish, CafeTran und Heartsome Translation Studio zu den Übersetzungstools gehört, die ohne weitere Hilfsmittel unter den Betriebssystemen Linux und Mac OS funktionieren. Anders als die Classic-Version zeigt Wordfast Pro den zu übersetzenden und den übersetzten Text in zwei Tabellenspalten nebeneinander an.
Die Programmversionen Wordfast Pro und Wordfast Classic werden einzeln oder auch gemeinsam als Wordfast Studio verkauft. Beide Programme nutzen dasselbe Translation-Memory- und Glossarformat.
Laut Ankündigung des Entwicklers soll zukünftig der Schwerpunkt auf der Pro-Version liegen und in einem weiteren Schritt die Classic-Version durch eine Oberfläche für OpenOffice und LibreOffice ersetzt werden.